# Caanto
En la mitología griega Caanto (en griego antiguo Κάανθος, Káanthos), solo referido por Pausanias, era un hijo de Océano pero no se menciona que su madre fuera Tetis. A diferencia de los otros hijos varones de Océano, Caanto no era un dios fluvial aunque de todas formas se lo asocia con el río Ismeno.
El autor dice así. Más arriba del Ismenio (la colina y el río) se puede ver la fuente que dicen que está consagrada a Ares, y un dragón (drakon, «serpiente») ha sido colocado por Ares como guardián de la fuente. Junto a esta fuente está la tumba de Caanto. Dicen que él era hermano de Melia e hijo de Océano y fue enviado por su padre a buscar a su hermana, que había sido raptada. Pero como, cuando encontró que Apolo tenía a Melia, no pudo quitársela, tuvo el atrevimiento de prender fuego a este recinto sagrado de Apolo que ahora llaman Ismenio. Y el dios, según dicen los tebanos, le asaeteó. Allí está el monumento funerario de Caanto, y dicen que Apolo tuvo dos hijos de Melia: Ténero e Ismeno. A Ténero le dio Apolo el arte de la adivinación, y el río tomó el nombre de Ismenio. Sin embargo, antes no carecía de nombre, si es que se llamaba Ladón antes de que naciera Ismeno, hijo de Apolo.